# Quartet de corda núm. 12 (Mozart)
El Quartet de corda núm. 12 en si bemoll major, K. 172, és una composició de Wolfgang Amadeus Mozart acabada el setembre de 1773, a Viena, durant la seva estada en aquesta ciutat. Es tracta del cinquè d'una sèrie de sis quartets, coneguts com a Quartets vienesos.
Consta de quatre moviments:
1. Allegro spiritoso
2. Adagio
3. Menuetto
4. Allegro assai